# Đỗ Uông
Đỗ Uông (chữ Hán: 杜汪, 1523 hay 1533? - 1600), người xã Đoàn Lâm (tục gọi là xã Miếu Thông), huyện Gia Phúc, phủ Hạ Hồng, trấn Hải Dương (nay là thôn Đoàn Lâm, xã Thanh Tùng, huyện Thanh Miện, tỉnh Hải Dương). Ông đỗ đệ nhất giáp đồng tiến sĩ cập đệ đệ nhị danh (bảng nhãn), khoa Bính Thìn niên hiệu Quang Bảo thứ 3 (1556) đời Mạc Tuyên Tông (Mạc Phúc Nguyên). Ông lần lượt làm quan cho nhà Mạc và nhà Lê trung hưng.

## Sự nghiệp

### Nhà Mạc
Năm Giáp Tuất 1574, đời Mạc Mậu Hợp (1562-1592), ông làm Hữu thị lang bộ Binh, kiêm vương phó là thầy của các bậc vương công. Sau đổi làm Tả thị lang Bộ Công.
Năm Mậu Dần 1578, ông làm chánh sứ qua nhà Minh dâng lễ cống. Khi trở về thăng Thượng thư bộ Lại, kiêm Đông các đại học sĩ, tước Phúc quận công.

### Nhà Hậu Lê
Cuối năm 1592, khi nhà Mạc mất, ông cùng một nhóm quan lại cũ của nhà Mạc ra phò tá nhà Hậu Lê, được giữ nguyên chức cũ.
Tháng giêng năm Quang Hưng thứ 19 (1596) đời Lê Thế Tông, ông là Thượng thư bộ Hộ, tước phong Thông quận công, được cử cùng Ngự sử đài đô ngự sử Nguyễn Văn Giai làm quan hầu mệnh đến cửa Trấn Nam Giao trước, trao đổi điệp văn thư từ với viên Tả giang binh tuần đạo nhà Minh là Trần Đôn Lâm, hẹn đến cửa quan hội khám xem có thực có là con cháu nhà Lê hay không. Tháng 12 âm lịch năm đó, ông làm quan hầu mệnh, cùng với Quảng quận công Trịnh Vĩnh Lộc mang hai người vàng, người bạc và các vật cống tới thành Lạng Sơn để đợi nhà Minh hội khám. Bấy giờ viên thổ quan Long Châu của nhà Minh nhận nhiều của đút lót của họ Mạc, vì thế tìm cách thoái thác, nên việc không xong, lại vừa gặp tết Nguyên Đán nên trở về kinh.
Ngày 19 tháng 2 âm lịch năm sau ông lại cùng Nguyễn Văn Giai đi Lạng Sơn, gặp nạn nhưng thoát được. Tháng 11 âm lịch năm 1598 ông được phong làm Thiếu bảo. Ngày 6 tháng 12 âm lịch, Tiết chế Trịnh Tùng sai quan hầu mệnh Đỗ Uông chuẩn bị nghi chú, lễ vật đến cửa Trấn Nam Giao đón tiếp Bắc sứ của nhà Minh.
Đến năm Canh Tý 1600, đời Lê Kính Tông (1600–1619), trong nước có biến, vua chạy về Tây đô (Thanh Hóa), ông can ngăn xin rước vua trở về, bị loạn quân giết chết.

## Giai thoại
Giai thoại kể rằng Phạm Trấn và Đỗ Uông nhà ở gần nhau, sức học của Đỗ Uông hơn nhưng khi đi thi chỉ đỗ bảng nhãn nên ông không phục. Đến khi vinh quy bái tổ, trên đường về giữa hai người diễn ra một cuộc thi thơ. Kết quả cuối cùng Đỗ Uông chịu phục là Phạm Trấn hơn mình.